# Шляхтин, Владимир Иванович
Владимир Иванович Шляхтин (8 июня 1940 года — 17 февраля 2003 года) — советский, российский государственный и военный деятель, первый командующий Пограничными войсками России (1992—1993), генерал-полковник (8 ноября 1992 года).

## Биография
Родился 8 июня 1940 года в селе Долоковка (Неклиновский район) Таганрогского района Ростовской области в семье офицера-пограничника Шляхтина Ивана Константиновича. После окончания средней школы в 1957 году поступил в Алма-Атинское пограничное военное училище КГБ при Совете Министров СССР, которое окончил в 1960 году с отличием.
Службу начал в Оперативной группе Пограничных войск КГБ СССР при Совете Министров Армянской ССР заместителем начальника заставы 125-го Арташатского пограничного отряда, а с 1962 по 1965 год был начальником заставы 39-го Ленинаканского пограничного отряда.
В 1965 году поступил в Военную академию имени М. В. Фрунзе, после окончания которой в 1968 году продолжил службу в Среднеазиатском пограничном округе КГБ СССР на должностях старшего офицера штаба 71-го Бахарденского пограничного отряда, коменданта пограничной комендатуры, офицера 1-го отдела штаба округа, заместителя начальника и начальника штаба 71-го пограничного отряда.
С 1973 по 1976 год — начальник штаба, начальник 53-го Даурского пограничного отряда Забайкальского пограничного округа КГБ СССР.
С 1976 по 1978 год — слушатель Военной академии Генерального штаба Вооружённых Сил СССР имени К. Е. Ворошилова.
С 1978 по 1979 год — начальник отдела оперативного управления штаба Главного управления пограничных войск КГБ СССР.
С 1979 по 1983 год — заместитель начальника войск — начальник штаба Краснознамённого Закавказского пограничного округа КГБ СССР.
С 1983 по 1984 год — начальник оперативного управления — заместитель начальника штаба Главного управления пограничных войск КГБ СССР.
С июля 1984 года по февраль 1987 года — начальник войск Среднеазиатского пограничного округа КГБ СССР. Участвовал в боевых действиях на территории Афганистана. В марте — апреле 1985 года под руководством генерал-майора В. И. Шляхтина была проведена Ташкурганская операция по разгрому горных баз моджахедов.
Постановлением Совета Министров СССР № 1299—353 от 31.10.1986 года В. И. Шляхтину было присвоено воинское звание генерал-лейтенант.
С 1987 по январь 1990 года — первый заместитель начальника штаба Главного управления пограничных войск КГБ СССР.
С января 1990 по декабрь 1991 года — начальник штаба — первый заместитель начальника Главного управления пограничных войск КГБ СССР. Принимал участие в создании Комитета по охране государственной границы СССР.
С декабря 1991 по январь 1992 года — начальник штаба Комитета по охране государственной границы СССР.
Пограничные войска Российской Федерации образованы 12 июня 1992 года Указом Президента Российской Федерации № 620 (http://www.kremlin.ru/acts/bank/1498) на базе Комитета по охране государственной границы СССР (упразднён Указом Президента Российской Федерации № 1309 от 28.10.1992 г.) (http://www.kremlin.ru/acts/bank/2309). Пограничные войска были включены в состав Министерства безопасности Российской Федерации.
C 15 июня 1992 года — заместитель Министра безопасности РФ — командующий Пограничными войсками РФ. Распоряжение Президента Российской Федерации № 308-рп от 15 июня 1992 года (http://www.kremlin.ru/acts/bank/1523).
На его долю выпали трудные времена — вывод группировок пограничных войск РФ из стран Балтии, Азербайджана, Молдовы, организация охраны новых российских рубежей и сотрудничества в пограничной сфере с молодыми государствами-участниками СНГ. В бытность генерала Шляхтина во главе Пограничных войск РФ были сформированы группировки российских погранвойск в Калининградском регионе, на территории Армении, Грузии, Кыргызстана, Таджикистана и Туркменистана.
По инициативе генерал-полковника В.И. Шляхтина в 1992 году началась разработка федеральной программы формирования и обустройства государственной границы на период до 2000 года, которая предполагала отказ от принципа построения границы по традиционной схеме жёсткого войскового прикрытия по всему её периметру. Программа предусматривала дифференцированный подход, то есть действия пограничников должны были осуществляться адекватно действиям сопредельной стороны.
1 апреля 1993 года при непосредственном активном участии Владимира Ивановича был принят Федеральный закон РФ № 4730-1 «О Государственной границе Российской Федерации» (http://www.rg.ru/1993/05/04/gosgranica-dok.html). Он закрепил суверенное право России на свою государственную территорию, отразил процессы, произошедшие в стране. В Законе был учтён накопленный за десятилетия опыт комплексного подхода к организации охраны границы, четко определены нормы, регулирующие режимные мероприятия на ней, ответственность за правонарушения, а также полномочия субъектов охраны границы и пограничных войск.
8 ноября 1992 года В.И. Шляхтину было присвоено воинское звание генерал-полковник. Указ Президента Российской Федерации № 1340 (http://kremlin.ru/acts/bank/2363).
27 июля 1993 года освобождён от должности командующего Пограничными войсками РФ Указом Президента Российской Федерации № 1144 от 27.07.1993 года (http://www.kremlin.ru/acts/bank/4059). Официальная причина — трагедия 13 июля 1993 года на 12-й пограничной заставе «Саригоры» Московского пограничного отряда Группы Пограничных войск России в Республике Таджикистан. При вооружённом нападении крупной группы афганских моджахедов и боевиков таджикской оппозиции погибло 22 пограничника и три военнослужащих 201-й мотострелковой дивизии.
С июля 1994 года — в запасе. С октября 1999 года заместитель председателя Консультативного совета ветеранов Федеральной пограничной службы России.
Скончался 17 февраля 2003 года. Похоронен на Троекуровском кладбище в Москве, участок № 5.
Решением Совета командующих Пограничными войсками от 19.08.2008 года генерал-полковник В. И. Шляхтин награждён нагрудным знаком «Почётный пограничник Содружества Независимых Государств» (посмертно) (http://skpw.ru/sections/skpw/honbordman.html).

## Семья
Супруга — Валентина Семёновна (1941—2003). Дочери: Елена Владимировна и Лариса Владимировна.